# Michael Gerard Duca
Michael Gerard Duca (Dallas, 5 giugno 1952) è un vescovo cattolico statunitense, dal 26 giugno 2018 vescovo di Baton Rouge.

## Biografia
Michael Gerard Duca è nato a Dallas, Texas, il 5 giugno 1952.

### Formazione e ministero sacerdotale
Dopo aver frequentato le scuole elementari e secondarie alla Saint Thomas Aquinas School di Dallas e alla Bishop Lynch High School di Irving ha compiuto gli studi ecclesiastici al seminario "Santissima Trinità" di Irving dal 1970 al 1978.
Il 29 aprile 1978 è stato ordinato presbitero per la diocesi di Dallas da monsignor Thomas Ambrose Tschoepe. In seguito è stato vicario parrocchiale della parrocchia di Tutti i Santi a Dallas dal 1978 al 1981; vicario parrocchiale della parrocchia di San Patrizio a Dallas dal 1981 al 1984; vicario parrocchiale della parrocchia di San Luca a Irving dal 1984 al 1985; cappellano per gli studenti cattolici presso la Southern Methodist University a Dallas dal 1985 al 1993 e direttore diocesano delle vocazioni dal 1985 al 1992. Nel 1994 è stato inviato a Roma per studi. Nel 1996 ha conseguito la licenza in diritto canonico presso la Pontificia università "San Tommaso d'Aquino". Tornato in patria è stato rettore del seminario "Santissima Trinità" di Irving dal 1996 e direttore per la formazione permanente del clero.
È stato anche membro del consiglio presbiterale, del consiglio per il personale presbiterale e del collegio dei consultori.

### Ministero episcopale

Stemma di monsignor Duca come vescovo di Shreveport.

Il 1º aprile 2008 papa Benedetto XVI lo ha nominato vescovo di Shreveport. Ha ricevuto l'ordinazione episcopale il 19 maggio successivo nel centro congressi di Shreveport dall'arcivescovo metropolita di New Orleans Alfred Clifton Hughes, co-consacranti l'arcivescovo metropolita di Santa Fe Michael Jarboe Sheehan e il vescovo di Dallas Kevin Joseph Farrell. Hanno preso parte al rito quasi 3000 persone.
Nel gennaio del 2012 ha compiuto la visita ad limina.
Il 26 giugno 2018 papa Francesco lo ha nominato vescovo di Baton Rouge. Ha preso possesso della diocesi il 24 agosto successivo.
Nel dicembre del 2019 ha compiuto una seconda visita ad limina.
È membro del consiglio di amministrazione del seminario "Notre Dame" a New Orleans; del consiglio di amministrazione del seminario "San Giuseppe" a Covington; del consiglio di fondazione dell'Università di Dallas; del consiglio di amministrazione del St. Francis Medical Center a Monroe e del consiglio di amministrazione del Southeast Pastoral Institute a Miami.
È membro di quarto grado dei Cavalieri di Colombo, membro di terzo e quarto grado dei Cavalieri di Pietro Claver e membro dell'Ordine equestre del Santo Sepolcro di Gerusalemme.
Ha ricevuto il Bishop Lynch High School Alumnus of the Year Award nel 2008, il Distinguished Alumni Award dell'Università di Dallas nel 2013 e il Bishop Lynch High School Legacy Award nel 2018.

## Genealogia episcopale
La genealogia episcopale è:
- Cardinale Scipione Rebiba
- Cardinale Giulio Antonio Santori
- Cardinale Girolamo Bernerio, O.P.
- Arcivescovo Galeazzo Sanvitale
- Cardinale Ludovico Ludovisi
- Cardinale Luigi Caetani
- Cardinale Ulderico Carpegna
- Cardinale Paluzzo Paluzzi Altieri degli Albertoni
- Papa Benedetto XIII
- Papa Benedetto XIV
- Papa Clemente XIII
- Cardinale Bernardino Giraud
- Cardinale Alessandro Mattei
- Cardinale Pietro Francesco Galleffi
- Cardinale Giacomo Filippo Fransoni
- Cardinale Carlo Sacconi
- Cardinale Edward Henry Howard
- Cardinale Mariano Rampolla del Tindaro
- Cardinale Rafael Merry del Val
- Cardinale Giovanni Vincenzo Bonzano
- Arcivescovo John Gregory Murray
- Vescovo James Louis Connolly
- Cardinale Humberto Sousa Medeiros
- Arcivescovo Alfred Clifton Hughes
- Vescovo Michael Gerard Duca